# Steiner Brothers
Steiner Brothers er et amerikansk tagteam inden for wrestling bestående af brødrene Rick Steiner og Scott Steiner. Siden deres debut i 1989 har de kæmpet i en række forskellige wrestlingorganisationer, heriblandt Extreme Championship Wrestling, New Japan Pro Wrestling, World Championship Wrestling og World Wrestling Federation.
Steiner Brothers har sammen vundet 10 VM-titler og er et af de mest succesrige tagteams nogensinde. Brødrene gik dog fra hinanden i 1998, men blev i 2007 genforenet i Total Nonstop Action Wrestling. De er det eneste tagteam, der har vundet WWE's World Tag Team Championship, WCW World Tag Team Championship og IWGP World Tag Team Championship nogensinde.  